# Кулидж, Кассиус Маркеллус
Кассиус Маркеллус Кулидж (англ. Cassius Marcellus Coolidge; 18 сентября 1844, Антверп, Нью-Йорк — 13 января 1934, Нью-Йорк, Нью-Йорк) — американский художник, известен прежде всего своими изображениями антропоморфных собак и патентом на тантамарески.

## Биография
Кулидж родился в Антверпене (штат Нью-Йорк), в семье фермеров—квакеров. Он ушёл с семейной фермы в начале 1860-х годов. Кулидж начал карьеру художника в двадцатые годы, одной из его ранних работ является создание рисунков для местной газеты.
Кулидж создал 16 картин, нарисованных маслом, на каждой из которых были антропоморфные собаки, в том числе 9 картин с собаками, играющими в покер.
Он умер 13 января 1934 года.